# ریگوبرتا منچو
ریگوبرتا منچو تام (اسپانیایی: Rigoberta Menchú Tum‎؛ زاده ۹ ژانویهٔ ۱۹۵۹) یک فعال حقوق بشرِ، سیاست‌مدار و نویسنده اهل گواتمالا است.
وی همچنین برنده جوایزی همچون جایزه صلح نوبل شده است.